# Mabel Lucie Attwell
Mabel Lucie Attwell (4 tháng 6 năm 1879 - 5 tháng 11 năm 1964) là một họa sĩ người Anh, chuyên vẽ tranh minh họa và truyện tranh. Bà được biết đến với những bức vẽ dễ thương, hoài cổ về thiếu nhi. Các bức vẽ của bà được giới thiệu trên nhiều bưu thiếp, quảng cáo, áp phích, sách và các bức tượng nhỏ.

## Tiểu sử
Mabel Lucie Attwell sinh ngày 4 tháng 6 năm 1879 tại Mile End, London, là con thứ sáu của ông Augustus Attwell và vợ là Emily Ann. Bà được hưởng nền giáo dục tư nhân và tại Trường Coopers 'Company và tại trường Regent Street. Bà học tại Trường nghệ thuật của Heatherley và Saint Martin, nhưng rời đi để phát triển sở thích của riêng mình đối với các chủ đề tưởng tượng, không thích tập trung vào vẽ tĩnh vật và các chủ đề cổ điển.
Sau khi làm công việc cho Tatler và Bystander, bà đã được các đặc vụ Francis và Mills đảm nhận, dẫn đến một sự nghiệp thành công lâu dài và liên tục. Năm 1908, bà kết hôn với nghệ sĩ kiêm họa sĩ minh họa Harold Cecil Earnshaw (mất năm 1937) và bà có một cô con gái tên là Marjorie và hai con trai. Bà qua đời tại nhà riêng ở Fowey, Cornwall vào ngày 5 tháng 11 năm 1964. Sau khi bà mất, công việc kinh doanh của bà do con gái bà là Marjorie đảm nhiệm.

## Công việc
Sự nghiệp ban đầu của Attwell được hình thành dựa trên việc minh họa tạp chí, công việc này bà tiếp tục trong suốt cuộc đời của mình, nhưng vào khoảng năm 1900, bà bắt đầu nhận hoa hồng cho việc minh họa sách, đặc biệt là cho W & R Chambers và Thư viện Sách Quà tặng Raphael House. Các tác phẩm ban đầu của bà có phần bắt nguồn từ phong cách của các nghệ sĩ Hilda Cowham, Jessie Willcox Smith, John Hassall và anh em nhà Heath Robinson. Từ năm 1914 trở đi, bà đã phát triển phong cách thương hiệu của mình về những đứa trẻ sơ sinh ôm ấp tình cảm, trở nên phổ biến trên nhiều thị trường: thiệp, lịch, thiết bị và tranh ảnh cho trẻ em, đồ sành sứ và búp bê. Trong những năm 1910, Attwell đã sản xuất một số áp phích cho London Transport có sự tham gia của các em nhỏ để quảng bá du lịch đến các vở kịch câm Giáng sinh và các tác phẩm khác.
Cô đã vẽ minh họa cho các tác phẩm kinh điển dành cho trẻ em như Mother Goose (1910), Alice in Wonderland (1911), Truyện cổ Hans Andersen (1914), The Water Babies của Charles Kingsley (1915), và một ấn bản của Peter Pan và Wendy của J.M Barrie được viết bởi May Byron (1921). Đối với sách quà tặng được xuất bản bởi Messrs Raphael Tuck (Mother Goose, Alice in Wonderland, và các tập sau đó bao gồm Truyện cổ tích của Hans Andersen (1913) và Truyện cổ Grimm (1925)), bà đã cung cấp các bản vẽ đường kẻ cũng như "tác phẩm màu cho mười hai tấm nửa tông màu toàn trang". Các minh họa của Attwell đã thu hút sự chú ý của Nữ hoàng Marie của Romania, người đã viết sách và truyện ngắn cho trẻ em bằng tiếng Anh. Attwell được mời đến nghỉ vài tuần tại cung điện hoàng gia ở Bucharest vào năm 1922. Bà cũng minh họa hai truyện dài về nữ hoàng, được xuất bản bởi Hodder và Stoughton.
Attwell đã đóng góp hình ảnh minh họa cho các tạp chí định kỳ nổi tiếng như Tatler, The Bystander, The Daily Graphic và The Illustrated London News. Bà đã sản xuất các minh họa quảng cáo cho các khách hàng như Vim, và các thiệp chúc mừng minh họa khác. "Lucie Attwell thường niên" là một tạp chí được xuất bản từ năm 1922 đến năm 1974, việc xuất bản tiếp tục mười năm sau khi bà qua đời có thể được thực hiện bằng cách tái sử dụng nhiều hình ảnh.
Năm 1926, Shelley Potboards ủy quyền cho Attwell sản xuất các thiết kế cho đồ sứ dành cho trẻ em, sau khi bán thành công đồ sứ trang trí bằng các thiết kế của Hilda Cowham. Sáu thiết kế đầu tiên của Attwell miêu tả những cảnh liên quan đến trẻ em, động vật và những chú lùn nhỏ màu xanh lá cây trong bộ quần áo màu xanh lá cây - chúng được gọi là 'Boo Boos' và được sử dụng trên cốc, bát, đĩa...
Bà cũng sản xuất một bộ ấm trà, bao gồm một ấm trà hình ngôi nhà nấm, một bát đường hình nấm với phần trên bị cắt bỏ và một bình sữa tên Boo Boo màu xanh lá cây trong tư thế cúi chào. Phản hồi về những thiết kế này rất nhiệt tình và tờ Pottery Gazette viết rằng chúng là "một loạt đồ dùng trẻ em thực sự không thể cưỡng lại, hoàn toàn trước những gì thường được đưa ra trước khi giao dịch". Thành công của bà tiếp tục và từ năm 1937, một loạt các nhân vật trẻ em đã được giới thiệu, sau đó là một loạt các yêu tinh nhỏ trong các tư thế khác nhau. Attwell tiếp tục sản xuất các thiết kế cho đồ Shelley vẫn đang được sản xuất vào những năm 1960.

## Truyện tranh
Năm 1943, bà cũng có bộ truyện tranh của riêng mình, tên là Wot A Life, được xuất bản trên tạp chí Playbox.

## Cuộc sống cá nhân
Năm 1908, bà kết hôn với họa sĩ Harold Cecil Earnshaw và trở thành mẹ của một con gái và hai con trai.

## Tác phẩm
- Loạt Boo-Boos, Valentine, 1921–22.
- Lucie Attwell's thường niên, Partridge, 1922–1926.
- Sách cho bé, Raphael Tuck, 1922.
- Sách dành cho trẻ em của Lucie Attwell, Dean, 1927–1932.
- Lucie Attwell's Thường niên, Trưởng khoa, (1926 hay 1927?) - 1974.
- Sách về tranh của Lucie Attwell, Dean, 1934.
- Sách Người lùn vĩ đại vĩ đại của Lucie Attwell, Dean, 1934–35.
- Sách truyện, Dean, 1943–45.
- Sách Jolly, năm 1953.
- Sách Pop-up của Nursery Rhymes, 1958.
- Sách của Verse, 1960.
- Sách về vần, Dean, 1962.

1. ↑  Dalby, Richard (1991), Kỷ nguyên vàng của minh họa sách thiếu nhi, Sách thư viện, trang 132–3, ISBN 0-8317-3910-X
2. ↑  Matthew, HCG; Harrison, Brian biên tập. (2004). Từ điển Oxford về tiểu sử quốc gia: liên kết với Viện Hàn lâm Anh: từ những thời kỳ đầu tiên cho đến năm 2000. Tập 2. Nhà xuất bản Đại học Oxford. trang 883–885. ISBN 019861411X. OCLC 54778415.
3. ↑  David Bownes (2018). Poster Girls. Bảo tàng Giao thông Vận tải Luân Đôn. ISBN 978-1-871829-28-0.
4. ↑  Souter, Nick và Tessa (2012). The Illustration Handbook: A guide to the world's greatest illustrators. Oceana. Trang 119. ISBN 978-1-84573-473-2.
5. ↑  The Collectible World of Mabel Lucie Attwell của John Henty (1999). ISBN 0903685701.
6. ↑  Gifts for Good Children (phần 2) của Maureen Batkin. ISBN 0903685302.
7. ↑  "Mabel Lucie Attwell". Lambiek.net. Truy cập ngày 19 tháng 4 năm 2019.